# Krähbergerzinken
Krähbergerzinken är ett berg i Österrike.   Det ligger i distriktet Liezen och förbundslandet Steiermark, i den centrala delen av landet, 220 km väster om huvudstaden Wien. Toppen på Krähbergerzinken är 1 740 meter över havet.
Terrängen runt Krähbergerzinken är huvudsakligen bergig, men åt nordväst är den kuperad. Runt Krähbergerzinken är det ganska glesbefolkat, med 25 invånare per kvadratkilometer.. Närmaste större samhälle är Schladming, 4,5 km nordväst om Krähbergerzinken. 
I omgivningarna runt Krähbergerzinken växer i huvudsak blandskog.